# المعهد الوطني لبحوث الإلكترونيات والتشفير في تركيا
المعهد الوطني لبحوث الإلكترونيات والتشفير في تركيا (بالتركية: Ulusal Elektronik ve Kriptoloji Araştırma Enstitüsü)، قريبًا UEKAE ، هي منظمة علمية وطنية تهدف إلى تطوير تقنيات متقدمة لأمن المعلومات. UEKAE هو المعهد الأبرز والمؤسس (الأول) لـ TÜBİTAK.
أسس المعهد يلماز توكاد، الأستاذ في الاتحاد الدولي للاتصالات (جامعة إسطنبول التقنية)، وأربعة باحثين تحت إشرافه في مبنى الهندسة في جامعة الشرق الأوسط التقنية (METU) في عام 1972، باسم وحدة البحوث الإلكترونية. في عام 1995 أصبح اسمه إلى المعهد القومي لبحوث الإلكترونيات والتشفير وانتقل إلى جبزي، كوجالي.
وهي تابعة لمركز TÜBİTAK للمعلوماتية وأمن المعلومات (BİLGEM)، المرتبط بمجلس البحث العلمي والتكنولوجي في تركيا (TUBİTAK). تمت إعادة تنظيم المعهد لاحقًا ليكون المعهد الرئيسي لـ بيلجيام في حرم مقاطعة كوكايلي في توبيتاك.
يتكون المعهد من منشآت على الحقول والمنتجات على النحو التالي:
- معمل أبحاث تقنيات أشباه الموصلات (YITAL) [2]
- مركز تحليل الشفرات [3]
- مركز اختبار EMC / Tempest [4]
- تقنيات الكلام واللغة
- تطوير البرمجيات [5]
- أنظمة المراقبة
- أمن الاتصالات والمعلومات
- معمل البصريات الكهربية [6]
- تحليل وإدارة الطيف الترددي
- برامج مفتوحة المصدر
- هيئة التنظيم الحكومية (KSM)
- منتجات الناتو المعتمدة [7]